# Isabel Mirrow Brown
Isabel Mirrow Brown (New York, 9 giugno 1928 – agosto 2014) è stata una ballerina statunitense.

## Biografia
Isabel Mirrow nacque nel Bronx da una coppia di ebrei russi emigrati negli Stati Uniti. Nel 1945 fece il suo debutto a Broadway nel musical The Day Before Spring e l'anno successivo fu scritturata dall'American Ballet Theatre, di cui fu proclamata prima ballerina nel 1947. Rimase nella compagnia fino all'addio alle scene nel 1953 e nei suoi sei anni ai vertici della compagnia fu partner sulle scene e collega di Antony Tudor, di cui interpretò numerose coreografie. Dopo il matrimonio con il collega Kelly Kingman Brown, i due lasciarono New York e aprirono una propria scuola di danza a Phoenix. Tuttavia, dopo il divorzio tornò a New York per supervisionare l'educazione dei figli. La coppia infatti ebbe quattro figli, tra cui la prima ballerina Leslie Browne e il solista Ethan Brown, entrambi ballerini dell'American Ballet Theatre.
È morta nel 2014 all'età di 86 anni.

## Nella cultura di massa
Isabel Mirrow fu amica d'infanzia di Nora Kaye, che fu madrina della figlia Leslie. Herbert Ross, marito della Kaye, diresse il film Due vite, una svolta, sceneggiato da Arthur Laurents e basato sull'amicizia tra Kaye e Mirrow. Shirley MacLaine ha interpretato Isabel Rodgers, il personaggio ispirato a Isabel Mirrow Brown, e ricevette una candidatura all'Oscar alla migliore attrice per la sua interpretazione. La figlia Leslie interpretò se stessa nel film.